# Саммаллахденмяки
Саммаллахденмяки, фин. Sammallahdenmäki — некрополь эпохи бронзового века в муниципалитете Раума провинции Сатакунта в Финляндии. Отнесён ЮНЕСКО к памятникам Всемирного наследия в 1999 г. Включает 36 гранитных погребальных каирнов, датируемых в среднем более чем 3000 лет назад, от 1500 до 500 г. до н. э. Некрополь расположен на холме в стороне от дороги между Тампере и Раумой. Изначально некрополь находился на берегу Ботнического залива, однако с тех пор произошёл подъём суши, и сейчас его местонахождение удалено от моря на 15 км. Это один из наиболее важных памятников бронзового века в Фенноскандии.
Четыре каирна раскопал археолог Вольтер Хёгман в 1891 г., среди них — «Церковный пол» (Kirkonlaattia), необычный прямоугольный каирн размером 16 x 19 метров с плоским верхом, и «Длинные руины Хуилу» (Huilun pitkä raunio), окружённые древней каменной стеной.